# Henri Ier de Nassau-Beilstein
Henri Ier de Nassau-Beilstein (en allemand Heinrich Ier von Nassau-Beilstein), décédé en 1380, est comte de Nassau-Beilstein de 1341 à 1380.

## Famille
Il est le fils de Henri II (mort en 1343) et de Adélaïde von Sponheim-Heinsberg.
En 1339, Henri Ier de Nassau-Beilstein épouse Imagina von Westerburg (†1388). Trois enfants naissent de cette union :
- Henri II, comte de Nassau-Beilstein ;

- Richard de Nassau-Beilstein, co-comte de Nassau-Beilstein de 1380 à 1412 ;

- Adélaïde de Nassau-Beilstein (†1365) ; en 1335 elle épouse Hartmut IV von Cronberg (†1368).

Henri Ier de Nassau-Beilstein appartient à la troisième branche de la Maison de Nassau, issue de la seconde branche. La lignée de Nassau-Beilstein appartient à la tige Ottonienne qui donna des stathouders à la Flandre, la Hollande, les Provinces-Unies, un roi à l'Angleterre et l'Écosse, des rois aux Pays-Bas.
La lignée de Nassau-Beilstein s'éteint en 1564 à la mort de Jean III de Nassau-Beilstein.